# Суперкубок В'єтнаму з футболу 2023
Суперкубок В'єтнаму з футболу 2023  — 24-й розіграш турніру. Матч відбувся 6 жовтня 2023 року між чемпіоном В'єтнаму клубом Конган та володарем кубка В'єтнаму клубом Тханьхоа.
| Володар Суперкубка В'єтнаму 2023 |
| -------------------------------- |
|                                  |
| Конган Другий титул              |

## Матч

### Деталі
| 6 жовтня 2023 13:00 (EEST) |

| Конган       | 1:3      | Тханьхоа                      |
| ------------ | -------- | ----------------------------- |
| Маньйо 90+1' | Протокол | Густаво 45+4' Гордон 78', 81' |

| Хангдай, Ханой Глядачів: 7 000 Арбітр: Ман Хай Нгуєн |